# 逐点乘积
两个函数的逐点乘积（英語：pointwise product）由两函数在定义域上的每一值的映射相乘得到，仍是一个函数。若f 和g 都是定义域为X，上域为Y 的函数，且Y 中的元素可以与其他数相乘（例如Y可以是某个数集），则f 与g 的逐点乘积是从X 到Y 的另一个函数，这个函数将x ∈ X 映射到f(x)g(x)。

## 形式定义
令X 和Y 为集合，令乘法定义在Y 内，也就是说对於Y 中的每一y 和z ，令由{\displaystyle y\cdot z=yz}给定的乘积
{\displaystyle \cdot :Y\times Y\longrightarrow Y}
明确定义。令f 和g 为函数f，g : X → Y ，则对於X 中的每一x，逐点乘积 (f·g) : X → Y由下式定义为
{\displaystyle (f\cdot g)(x)=f(x)\cdot g(x)}
上式在二元运算符·略去时也同样乘积，其中f·g = fg。

## 例子
最常见的例子是当上域是乘法明确定义了的环或时，两个函数的逐点乘积。
- 若Y 是实数集R，则f，g : X → R的逐点乘积是映射的普通乘法。例如，有函数f(x) = 2x 和g(x) = x + 1，则对於R中的每一实数x ，

{\displaystyle (fg)(x)=f(x)g(x)=2x(x+1)=2x^{2}+2x\,}
- 卷积定理叙述了卷积的傅里叶变换是傅里叶变换的逐点乘积：

{\displaystyle {\mathcal {F}}\{f*g\}={\mathcal {F}}\{f\}\cdot {\mathcal {F}}\{g\}}

## 逐点乘积的代数应用
令X 为集合，R 为环。因为加法和乘法都在R 中有定义，我们可以通过定义函数的逐点加法、乘法和标量乘法，从X 到R 的函数中构造一个代数结构，这样的代数称为k-代数（域上的代数）。
若R X标示X 到R 的函数集，那么就称若f、g 是R X的元素，则f + g、fg 和rf 都是R X 的元素，其中rf 定义为对R 中的所有r 都有
{\displaystyle (rf)(x)=rf(x)\,}

## 推广
若f 和g 都的定义域中包含一组离散变量的所有可能赋值，则它们的逐点乘积是由一个函数，这一函数的定义域是由两个函数定义域的并集中的所有可能赋值组成。每一赋值的取值由由两个给定函数值的乘积计算，而二者的赋值子集都在定义域中。
例如，给定布尔变量p 和q 的函数f1()与布尔变量q 和r 的函数f2()，且二者值域都包含於R，则f1() 与f2() 的逐点乘积如下表所示：
| p | q | r | f1(p, q) | f2(q, r) | 逐点乘积  |
| T | T | T | 0.1      | 0.2      | 0.1 x 0.2 |
| T | T | F | 0.1      | 0.4      | 0.1 x 0.4 |
| T | F | T | 0.3      | 0.6      | 0.3 x 0.6 |
| T | F | F | 0.3      | 0.8      | 0.3 x 0.8 |
| F | T | T | 0.5      | 0.2      | 0.5 x 0.2 |
| F | T | F | 0.5      | 0.4      | 0.5 x 0.4 |
| F | F | T | 0.7      | 0.6      | 0.7 x 0.6 |
| F | F | F | 0.7      | 0.8      | 0.7 x 0.8 |